# Didier Queloz
Didier Patrick Queloz (Genf, 1966. február 23. –) svájci csillagász, aki elnyerte a 2019-es fizikai Nobel-díjat.